# Theridion chamberlini
Theridion chamberlini är en spindelart som beskrevs av Lodovico di Caporiacco 1949. Theridion chamberlini ingår i släktet Theridion och familjen klotspindlar.
Artens utbredningsområde är Kenya. Inga underarter finns listade i Catalogue of Life.